# Rejestr najlepszych praktyk w celu ochrony niematerialnego dziedzictwa kulturowego
Rejestr najlepszych praktyk w celu ochrony niematerialnego dziedzictwa kulturowego (ang. Register of best safeguarding practices) – rejestr UNESCO najlepszych praktyk w zakresie ochrony niematerialnego dziedzictwa kulturowego i związanych z nim przestrzeni kulturowych, które najlepiej wypełniają cele Konwencji UNESCO w sprawie ochrony niematerialnego dziedzictwa kulturowego (ang. Convention for the Safeguarding of the Intangible Cultural Heritage).
Konwencja w sprawie ochrony niematerialnego dziedzictwa kulturowego odnosi się do współcześnie praktykowanych zjawisk kulturowych przekazywanych z pokolenia na pokolenie. Zaliczają się do nich: 
- tradycje i przekazy ustne, w tym język jako nośnik niematerialnego dziedzictwa kulturowego
- sztuki widowiskowe i tradycje muzyczne
- zwyczaje, obyczaje i obchody świąteczne
- wiedza o przyrodzie i wszechświecie oraz związane z nią praktyki
- umiejętności związane z tradycyjnym rzemiosłem

Tryb wpisywania zjawisk (tzw. „elementów”) do Rejestru jest zbliżony do procedury przyjętej dla Listy Światowego Dziedzictwa prowadzonej na mocy Konwencji UNESCO z 1972 r. O wpisie do Rejestru decyduje Międzyrządowy Komitet ds. ochrony niematerialnego dziedzictwa kulturowego wybierany przez przedstawicieli rządów krajów, które podpisały Konwencję. Wnioski o wpis mogą być kierowane do Komitetu przez rządy krajów – Państw-Stron Konwencji. Większość rządów krajów działających w ramach konwencji scedowała to uprawnienie na odpowiednie instytucje krajowe.

## Rejestr
Stan na rok 2019:
- Austria

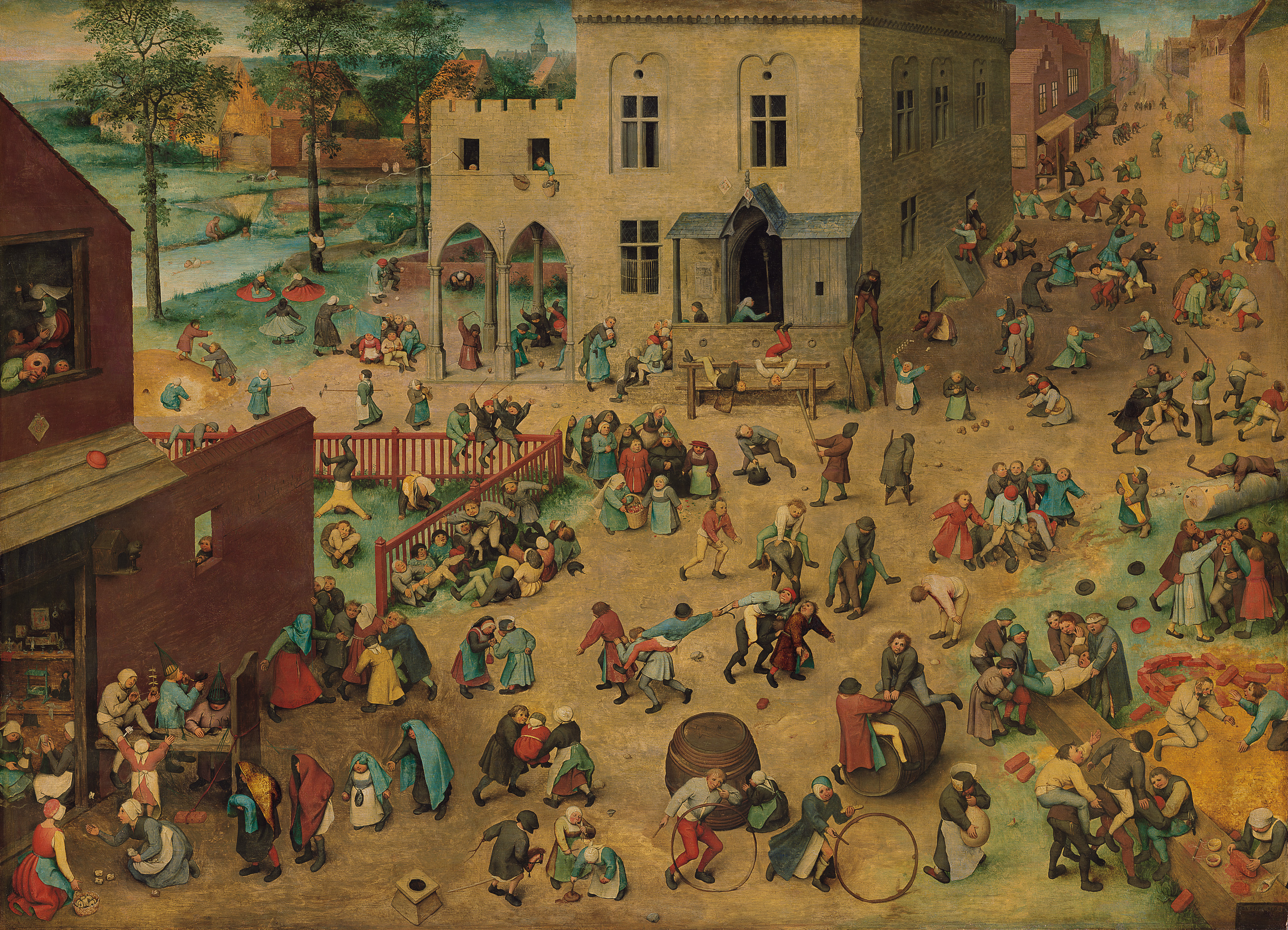
P. Bruegel, Zabawy dziecięce

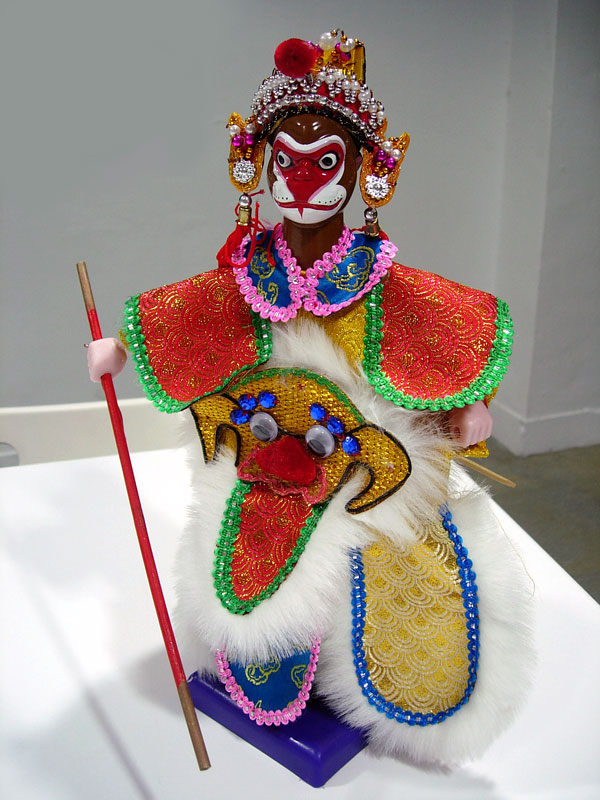
Tajwańska pacynka

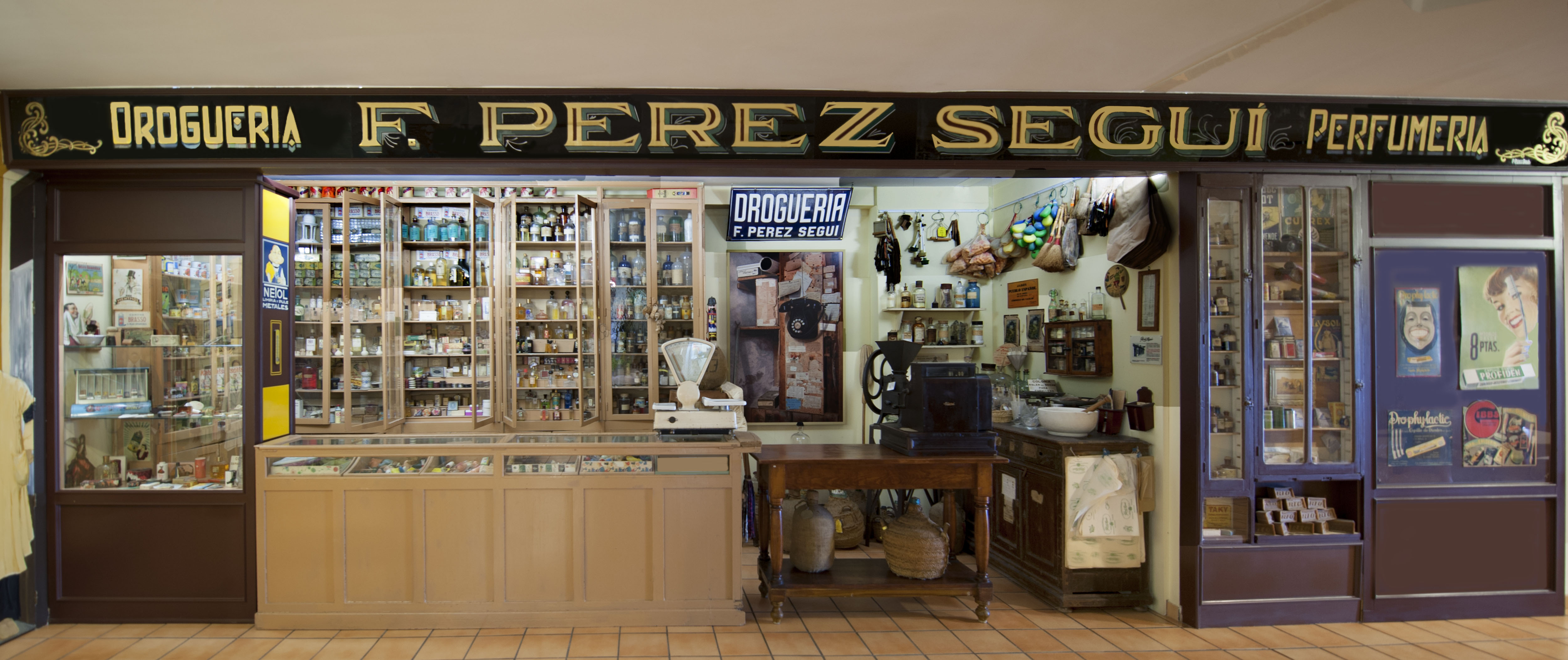
Centrum Kultury Tradycyjnej w Pusol

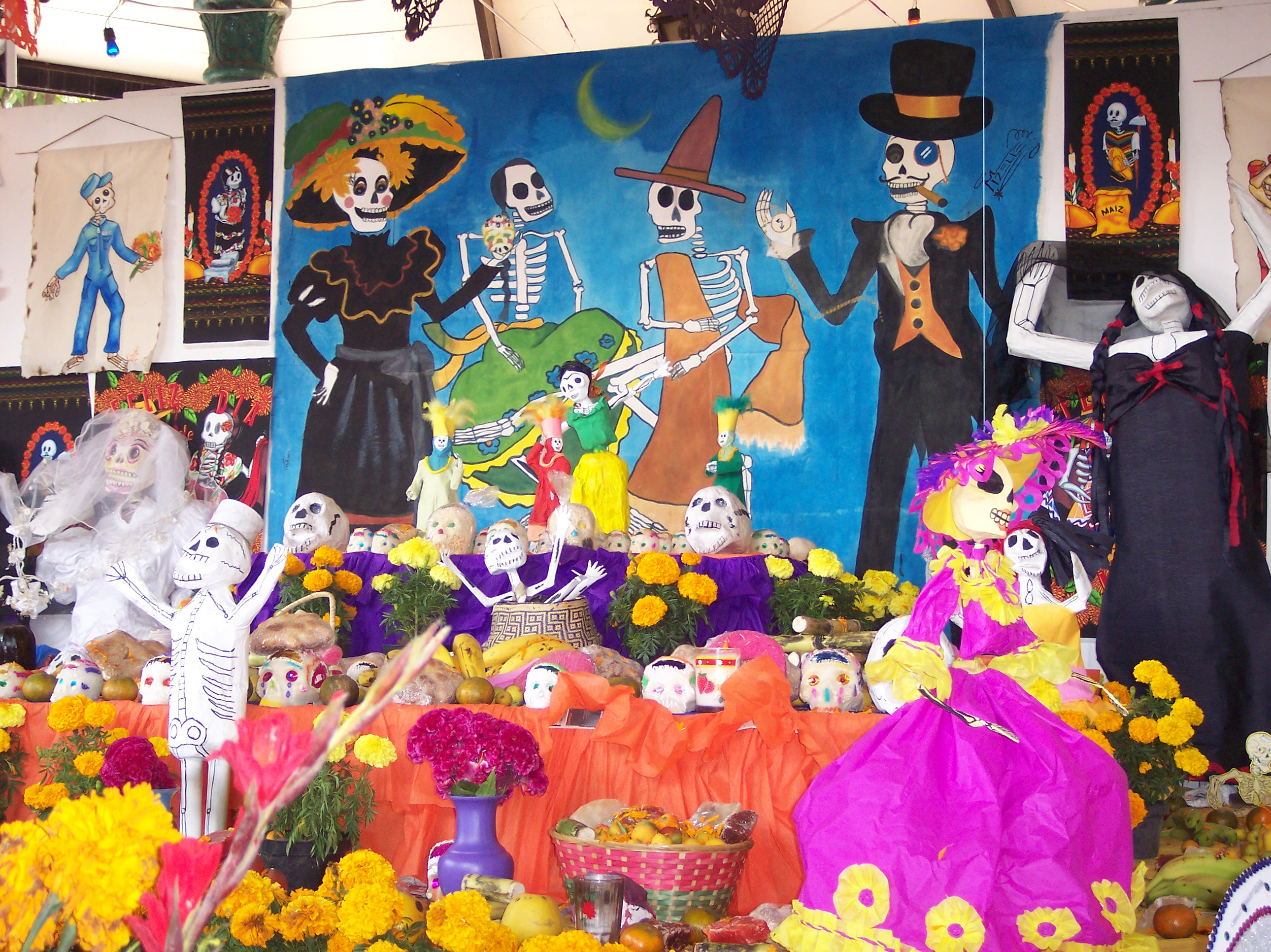
Ołtarz przygotowany z okazji meksykańskiego Dnia Zmarłych

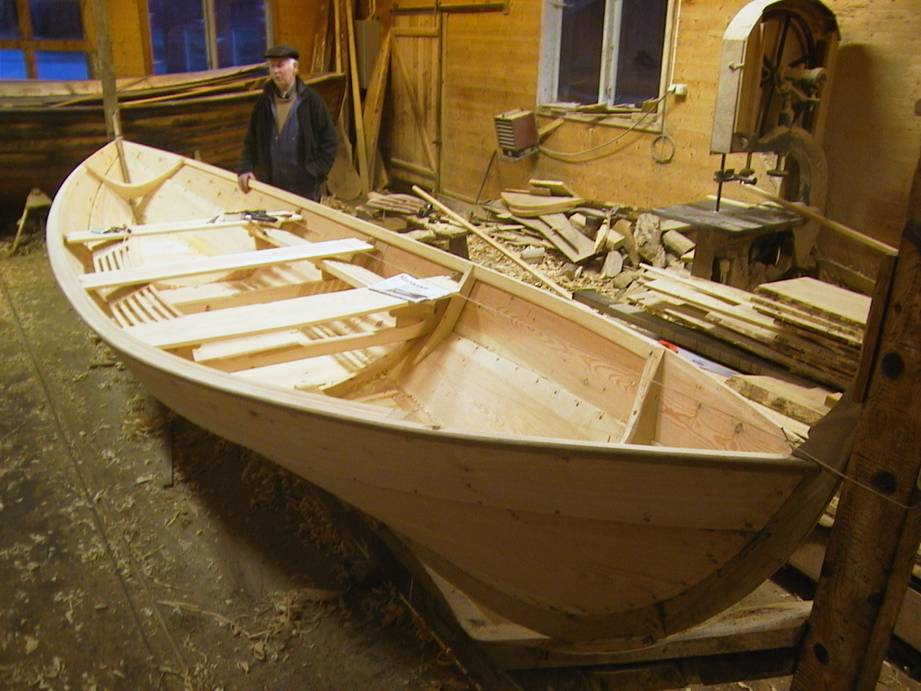
Łódź oselvar

  - Regionalne Centra Rzemiosła: strategia zachowania kulturowego dziedzictwa tradycyjnego rzemiosła[4] (2016)
- Belgia
  - Program ochrony tradycyjnych gier Flandrii[5] (2011)
  - Program ochrony kultury związanej ze sztuką gry na dzwonach[6] (2014)
- Boliwia
  - Ochrona niematerialnego dziedzictwo kultury Ajmarów[7] – wpis wraz z Chile i Peru (2009)
- Brazylia
  - Konkurs projektów w ramach Narodowego Programu Ochrony Dziedzictwa Niematerialnego[8] (2011)
  - Żywe muzeum fandango[9] (2011)
- Bułgaria
  - Festiwal folklorystyczny w Kopriwszticy: system praktyk na rzecz zachowania i przekazu dziedzictwa[10] (2016)
  - Czitaliszte – praktyczne doświadczenie w ochronie żywotności niematerialnego dziedzictwa kulturowego[11] (2017)
- Chile
  - Ochrona niematerialnego dziedzictwo kultury Ajmarów[7] – wpis wraz z Boliwią i Peru (2009)
- Chiny
  - Strategia kształcenia następnych pokoleń wykonawców sztuki lalkarskiej Fujian[12] (2012)
- Chorwacja
  - Projekt społeczny na rzecz zachowania kultury Rovinj: Ekomuzeum Batana[13] (2016)
- Hiszpania
  - Centrum Kultury Tradycyjnej w Pusol[14] (2009)
  - Rewitalizacja tradycyjnego sposobu wypalania wapna w Morón de la Frontera w prowincji Sewilla w Andaluzji[15] (2009)
  - Metodologia inwentaryzacji niematerialnego dziedzictwa kulturowego w rezerwatach biosfery: doświadczenia z Montseny[16] (2013)
- Indonezja
  - Program edukacji i szkolenia w zakresie indonezyjskiego batiku w szkołach powszechnych[17] (2009)
- Kolumbia
  - Ochrona strategii tradycyjnych rzemiosł na rzecz budowania pokoju[18] (2019)
- Meksyk
  - Xtaxkgakget Makgkaxtlawana – centrum sztuki autochtonicznej i jego wkład w ratowanie niematerialnego dziedzictwa kulturowego Totonaków w Veracruz[19] (2012)
- Norwegia
  - Łódź oselvar – przystosowanie tradycyjnego procesu nauki budowy i zastosowanie w kontekście współczesnym[20] (2016)
- Peru
  - Ochrona niematerialnego dziedzictwo kultury Ajmarów[7] – wpis wraz z Boliwią i Chile (2009)
- Szwecja
  - Program Kraj Legend promujący i odtwarzający sztukę opowieści regionu Kronoberg w południowej Szwecji[21] (2018)
- Wenezuela
  - Biokulturowy program ochrony tradycji Błogosławionej Palmy w Wenezueli[22] (2019)
- Węgry
  - Táncház – węgierski model przekazywania niematerialnego dziedzictwa kulturowego[23] (2011)
  - Ochrona dziedzictwa muzyki ludowej metodą Kodály'ego[24] (2016)
- Uzbekistan
  - Ośrodek Rozwoju Rzemiosła w Margʻilonie – ochrona tradycyjnych technologii produkcji atłasu i adrasu[25] (2017)